# 巴達姆河
42°30′22″N 69°02′50″E / 42.5062°N 69.0472°E

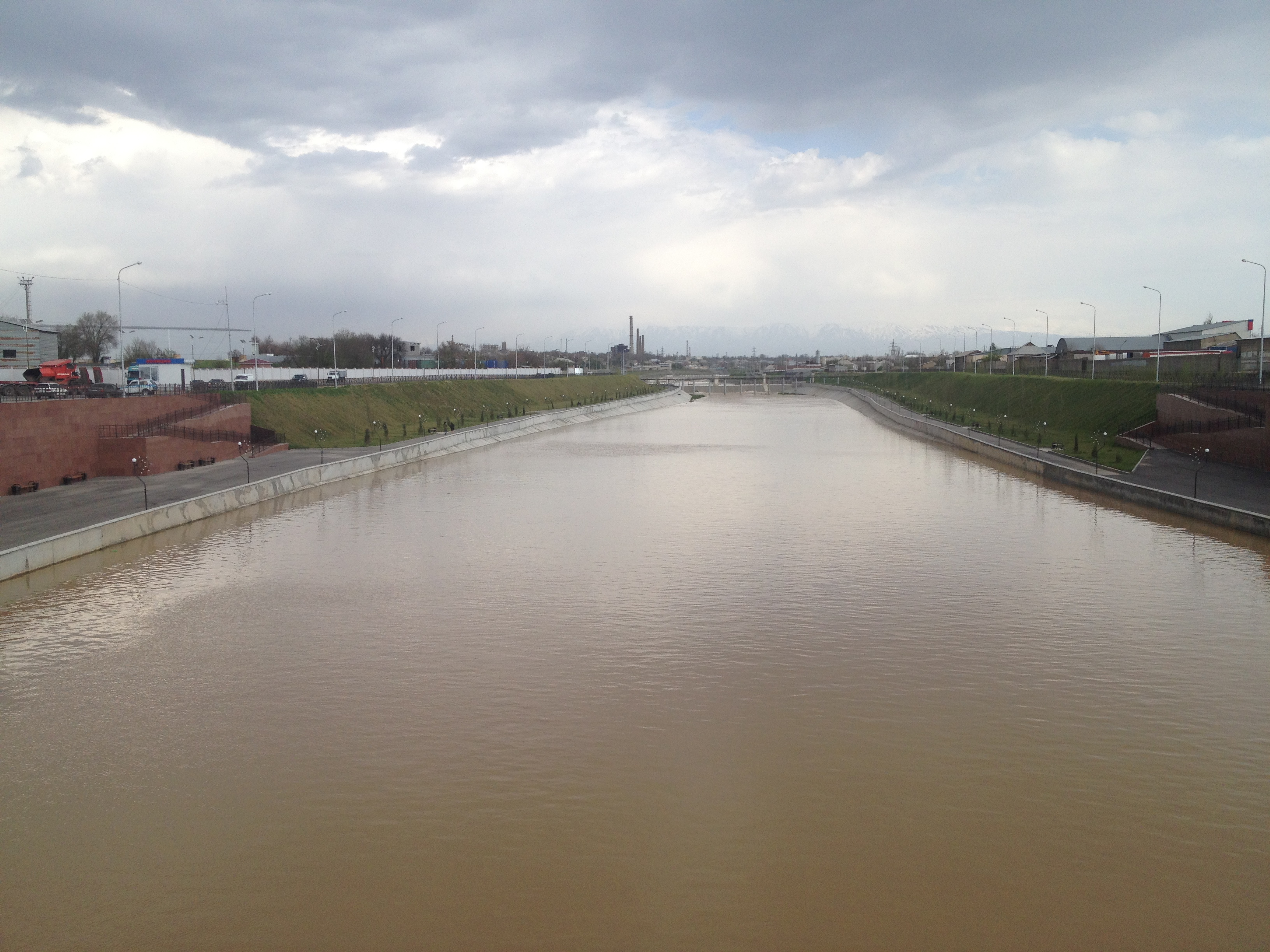

巴達姆河是哈薩克斯坦的河流，位於該國南部突厥斯坦州，屬於阿雷斯河的左支流，河道全長141公里，流域面積4,329平方公里，河畔城鎮有奇姆肯特。

## 外部連結
- "Бадам, река" . Brockhaus and Efron Encyclopedic Dictionary (in Russian). 1906.